# Camote cue

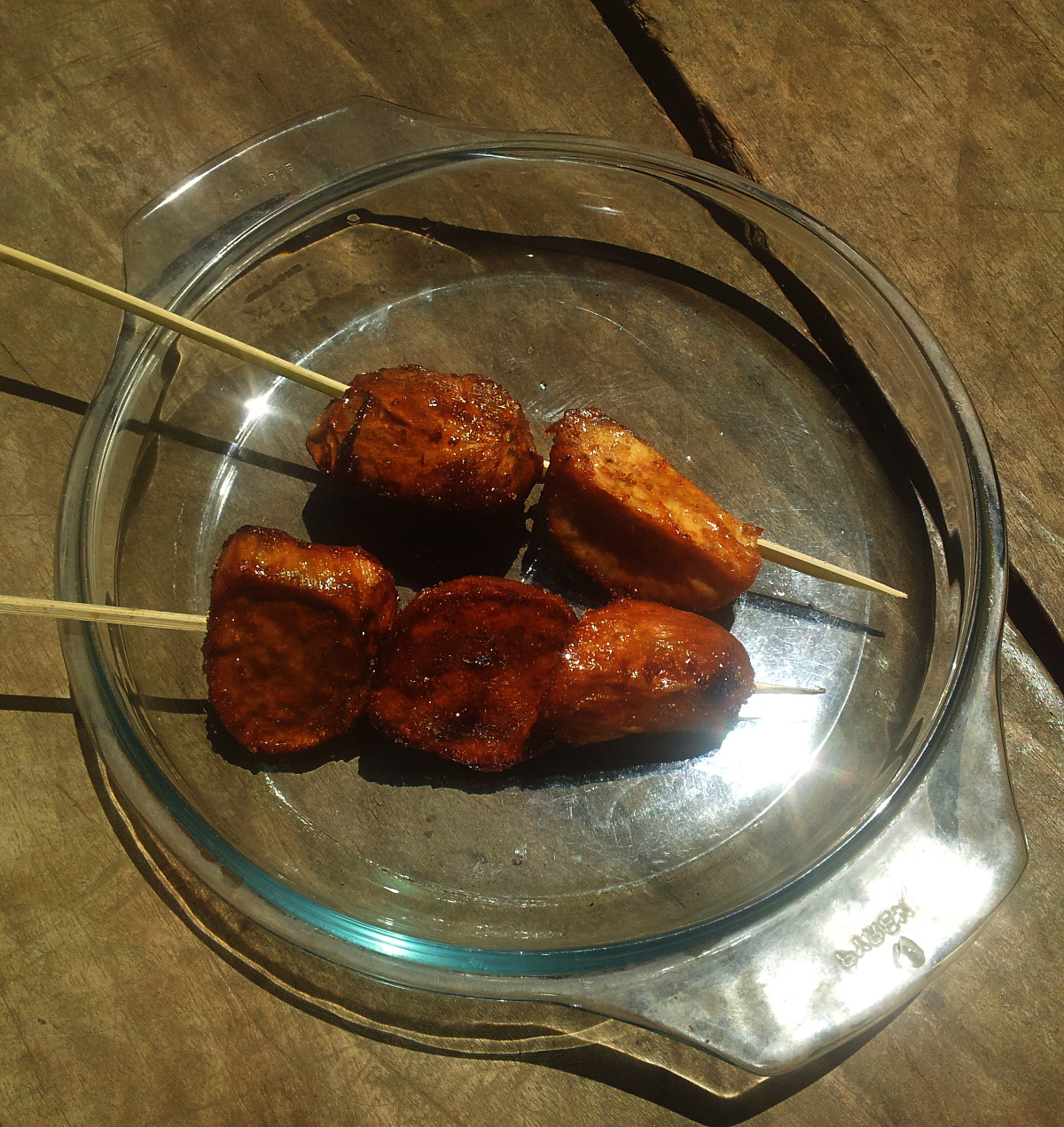
Deux brochettes de kamotekyu.

Le kamotekyu (en tagalog), ou camote cue (en anglais, mot-valise formé de camote et barbecue), est un aliment de grignotage populaire aux Philippines où il est vendu dans les rues sous forme de brochettes. Le kamote kyu est un beignet préparé à partir de patates douces (appelées camote localement), découpées en tranches. Celles-ci sont enrobées de cassonade et ensuite frites pour cuire la patate douce et caraméliser le sucre. C'est un mets de la cuisine de rue parmi les plus courants aux Philippines, avec le banana kyu et le touron de banane,. Bien que le kamote cue soit servi sur des brochettes de bambou, il n'est pas cuit sur ces brochettes. Celles-ci servent uniquement à faciliter la manipulation, lors de la vente aux passants dans la rue.